# گری چایورس

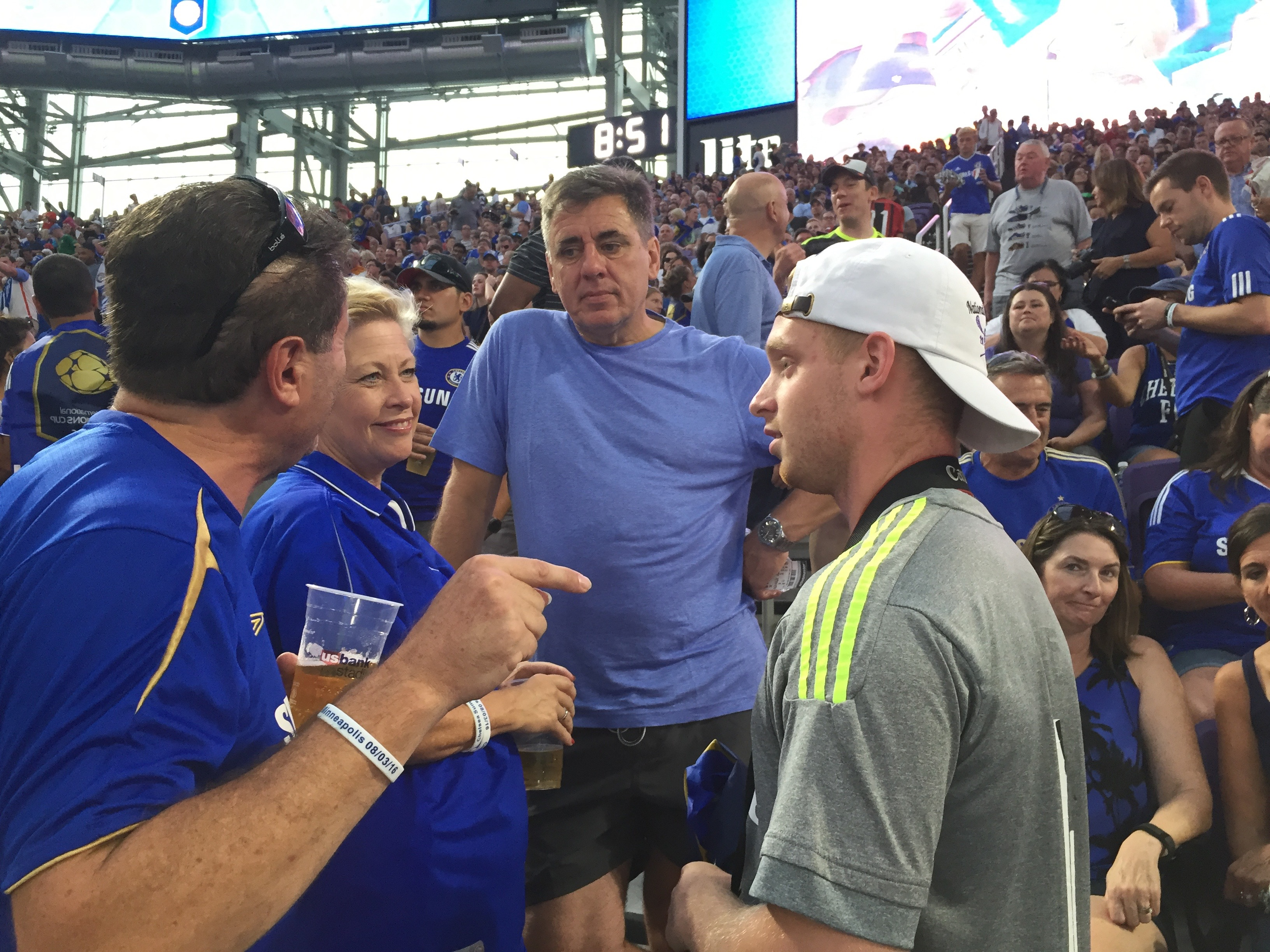
چایورس در حال صحبت با هواداران چلسی در ۳ آگوست ۲۰۱۶

 پائول کنویل  (به انگلیسی: Gary Chivers) (زاده ۱۵ مه ۱۹۶۰ - استوکول) بازیکن سابق فوتبال اهل انگلستان است. وی سابقه عضویت در باشگاه چلسی را دارد.